# Kwadrant (wiskunde)

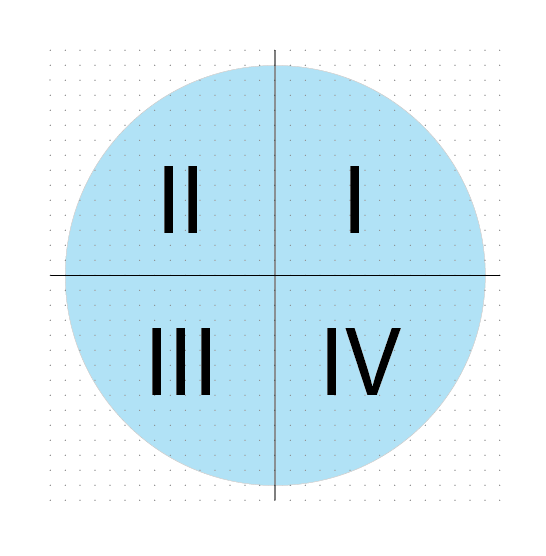
Vier kwadranten in een cirkel

In de wiskunde wordt het platte vlak met een cartesisch coördinatenstelsel in vier kwadranten verdeeld, tegen de wijzers van de klok in genummerd vanaf de positieve {\displaystyle x}-as. Kwadranten worden over het algemeen met Romeinse cijfers weergegeven, de vier kwadranten dus met I, II, III en IV. Men spreekt van het eerste, tweede, derde en vierde kwadrant.

## Tandheelkunde
De tanden van de mens worden bij de internationale tandnummering ook in vier mondkwadranten ingedeeld.